# Mérial
Mérial település Franciaországban, Aude megyében. Lakosainak száma 30 fő (2022. január 1.). Mérial Mijanès, Montaillou, Sorgeat, Camurac, La Fajolle és Niort-de-Sault községekkel határos.

## Népesség
A település népességének változása:
| Lakosok száma | 44   | 30   | 26   | 25   | 29   | 30   | 31   | 32   | 32   | 30   |
|               | 1968 | 1982 | 1990 | 2006 | 2013 | 2015 | 2017 | 2019 | 2020 | 2022 |